# ホセ・ナサシ
ホセ・ナサシ・ヤルサ（José Nasazzi Yarza, 1901年5月24日 - 1968年6月17日）は、ウルグアイ・モンテビデオ出身の元同国代表サッカー選手、元サッカー指導者。現役時代のポジションはDF。
初代ワールドカップを優勝したウルグアイ代表のメンバーであり、同大会ではキャプテンを務めた。

## 経歴
イタリア・エージノ・ラーリオから移民した父親とスペイン・バスク地方出身の母親の間に生まれる。
ウルグアイ代表の主将として1924年のパリ五輪と1928年のアムステルダム五輪で2連覇を遂げた。自国で開催された1930年のワールドカップ・ウルグアイ大会においても主将を務め、ワールドカップの初代チャンピオンとなった。彼はジュール・リメ・トロフィーを最初に手にしている。また、南米選手権でも4回の優勝を経験した。
クラブレベルでは主にCAベジャ・ビスタとナシオナル・モンテビデオに在籍し、1933年と1934年の2度、ウルグアイリーグで優勝に貢献した。
1999年、 ワールドサッカー誌の20世紀の偉大なサッカー選手100人で75位に選出された。

## 代表歴
- ウルグアイ代表（1923年-1936年、39試合出場）
  - FIFAワールドカップ：1930年大会優勝
  - オリンピック：1924年、1928年大会優勝
  - 南米選手権：1923年、1924年、1926年、1935年大会優勝
  - コパ・リプトン：1923年、1924年、1927年、1929年大会優勝
  - コパ・ニュートン：1929年、1930年大会優勝